# チャカ属
チャカ属（Chaca, カカ属とも）はナマズ目のチャカ科（Chacidae, カカ科とも）に属する唯一の属である。チャカ属はアジアに生息する4種の肉食淡水魚を含み、いずれの種もほとんどの時間をじっとして動かずに過ごす。観賞魚として飼育される種も含む。

## 種
チャカ属には現在以下の4種がみとめられている。
- チャカ・バンカネンシス Chaca bankanensis Bleeker, 1852
- Chaca burmensis B. A. Brown & Ferraris, 1988
- チャカ・チャカ Chaca chaca (F. Hamilton, 1822)
- Chaca serica H. H. Ng & Kottelat, 2012[5]

## 分布
チャカ属の魚はインド東部からボルネオまでの淡水域でみられる。日本の千葉県でも本属の1種が外来種として捕獲されたという情報がある。
C. chacaは草地や低木地帯、落葉樹林、あるいは熱帯雨林の沼、川などに生息する。その一方でC. bankanensisは熱帯雨林でしか見られない。

## 形態
チャカ属の魚は長くて広く偏平な頭部を持ち、その端に極めて広い口を持っている。3対か4対のひげがあるが、鼻部のひげはあったとしてもとても小さい。各種は全長およそ20cmほどに達する。
短い背鰭には硬くて切れ込んだ棘があり、触れると怪我をすることもある。

## 生態

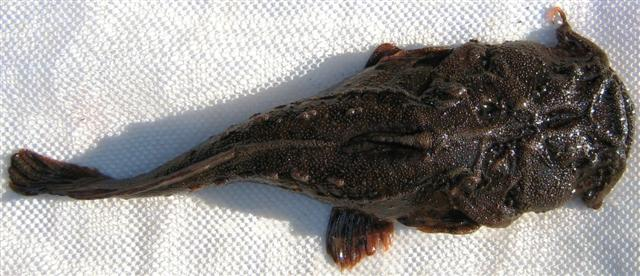
C. chaca

本属魚類は防御と捕食のため、柔らかい基質に自分の身を埋めてカモフラージュをする。いずれの種も待ち伏せ型の肉食魚であり、キプリノドン科やコイ科の小魚などを捕食する。静かに身を潜めて獲物が近づくのを待ち伏せるとともに、時折上顎のヒゲを水中を動くイモムシのように動かして、獲物の魚を自分の口の近くまでおびき寄せる行動を見せるとされる。ただし、観賞魚愛好家の中にはこの行動は飼育下では見られないと異議を唱えるものもいる。 獲物を捕えられる状況になれば、本属魚類はその大きな口を素早く開け、水とともに獲物を吸い込む。最大で自分の体長の半分の大きさの魚をも飲み込むことがあるという。この巨大な口は推進力としても使うことがでる。つまり、驚いた時には大量の水を飲み込みエラから後方に吹き出すことで、前方へ素早く移動できるのである。
なお、チャカ属（Chaca）という名前は、魚体を水から取り出した際、"chaca"（チャカ、あるいはカカ）という音を繰り返し発することに由来する。ただし、この音を発するのはC. chacaのみで、他の種は発しない。

## 人間との関係
本属の魚類は観賞魚として価値を持つことがある。飼育下では本種は夜行性で、普通それほど活動的ではない。飼育下での繁殖も確認されている。
日本ではC. bankanensisが「チャカ・チャカ」という流通名で販売されることが多かったが、ここまで述べてきた通りC. chacaという種は別に存在している。